# Кемська оперативна група
Кемська оперативна група (рос. Кемская оперативная группа) — оперативна група радянських військ, що діяла в північній Карелії у складі Карельського фронту за часів Другої світової війни. Сформована 12 вересня 1941 року за рішенням військового ради Карельського фронту для управління військами, які прикривають напрямок на Кем. До складу групи увійшли 27-ма, 54-та і 88-ма стрілецькі дивізії, які утримували оборону на ругозерському, ухтінському і кестеньгському напрямках відповідно. 4 квітня 1942 року на підставі директиви Ставки ВГК від 27 березня 1942 року управління групи пішло на формування управління 26-ї армії 4-го формування.

## Формування Кемської оперативної групи
| № | Назва                    | Сформована                   | У складі          | Час існування                   | Бойовий шлях битви, операції, бої | Бойовий шлях битви, операції, бої | Склад                     | Подальша доля | Командувачі                    |
| № | Назва                    | Сформована                   | У складі          | Час існування                   | Оборонні                          | Наступальні                       | Склад                     | Подальша доля | Командувачі                    |
| - | ------------------------ | ---------------------------- | ----------------- | ------------------------------- | --------------------------------- | --------------------------------- | ------------------------- | ------------- | ------------------------------ |
| 1 | Кемська оперативна група | з військ Карельського фронту | Карельський фронт | 12 вересня 1941 — 4 квітня 1942 | Оборона Заполяр'я                 | Не брала участі                   | окремі стрілецькі дивізії | розформована  | Сквирський Л. С. Никишин М. М. |